# Ostatni bastion
Ostatni Bastion (tytuł oryginalny The Last Castle) – film produkcji USA z 2001 roku.

## Obsada
- Robert Redford – generał Eugene Irwin
- James Gandolfini – pułkownik Winter
- Mark Ruffalo – Clifford Yates
- Steve Burton – kapitan Peretz
- Paul Calderon – Dellwo
- Clifton Collins Jr. – kapral Aguilar
- Delroy Lindo – generał James Wheeler
- Robin Wright Penn – Rosalie Irwin, córka generała

## Opis
Robert Redford gra skazanego przez sąd wojskowy generała Irwina. Wyrokiem sądu zostaje osadzony w więzieniu wojskowym. Trafia pod nadzór zdemoralizowanego komendanta – pułkownika Wintera (James Gandolfini), którego metody resocjalizacji budzą sprzeciw więźniów. Wkrótce generał stanie się inspiratorem buntu przeciwko komendantowi i jego ludziom.